# Jafre
Jafre ist eine Gemeinde in der autonomen Region Katalonien in Spanien in der Provinz Girona mit 387 Einwohnern (Stand: 2024). 

## Lage
Jafre liegt etwa 21 Kilometer nordöstlich von Girona und etwa 120 Kilometer nordöstlich von Barcelona nahe der Costa Brava in einer Höhe von ca. 40 m. Der Río Ter begrenzt die Gemeinde im Süden und Südwesten.

## Bevölkerungsentwicklung
| Jahr      | 1970 | 1981 | 1991 | 2001 | 2011 | 2021 |
| Einwohner | 431  | 379  | 351  | 339  | 412  | 382  |

## Sehenswürdigkeiten

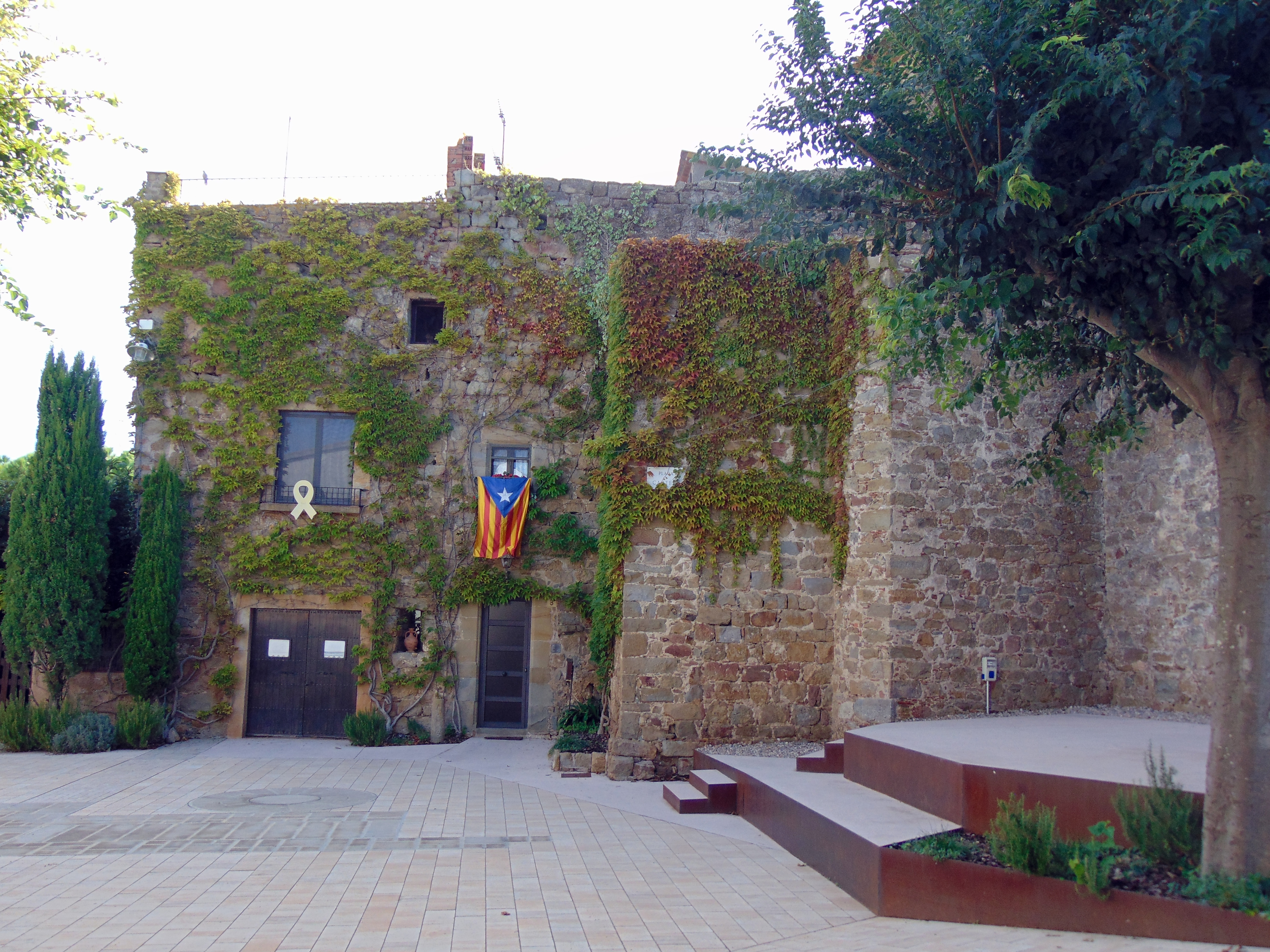
Reste der Burganlage
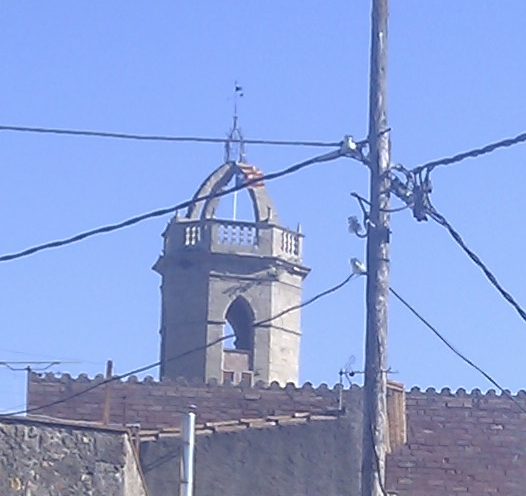
Turm der Martinskirche
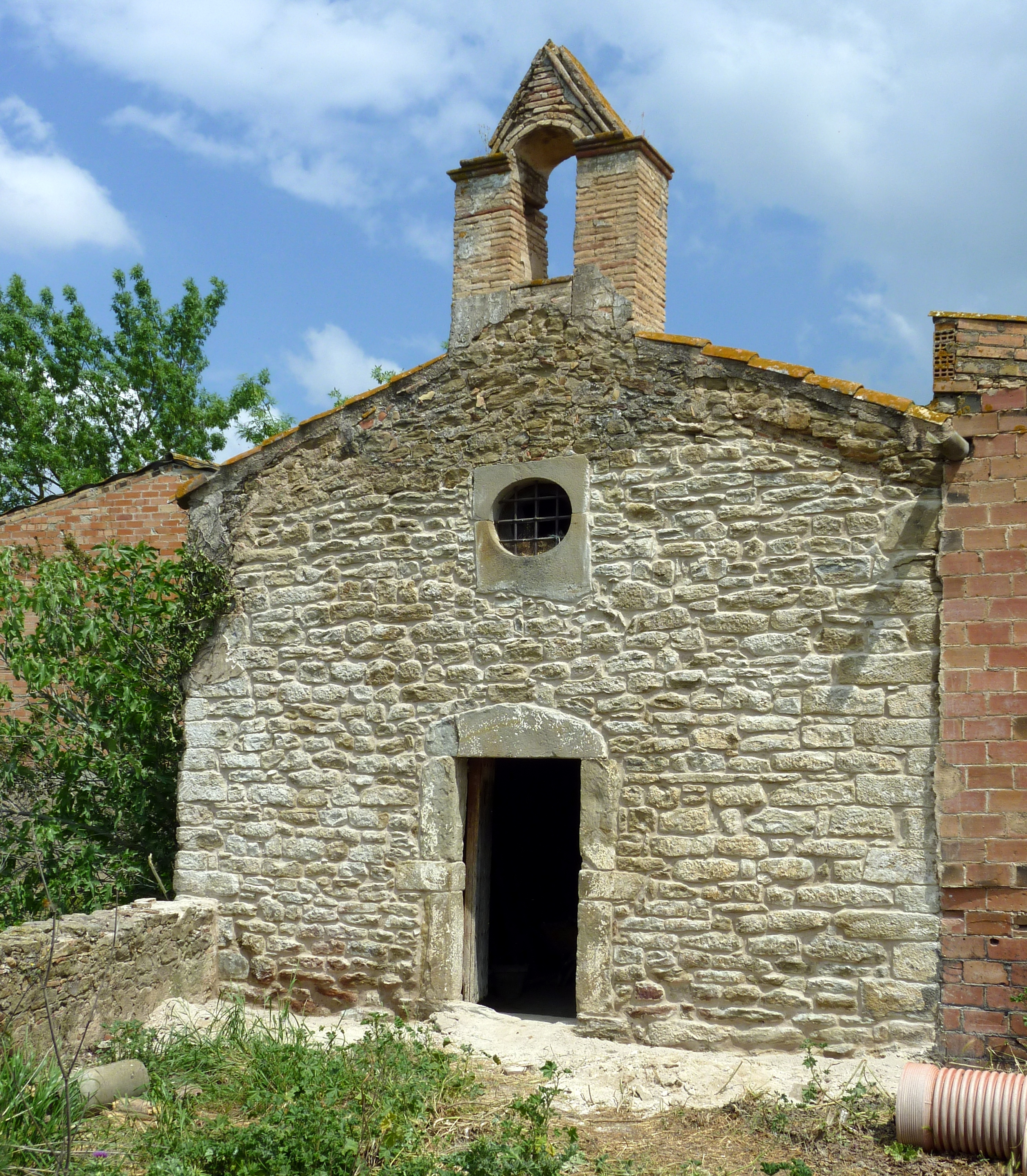
Antoniuskapelle

- Martinskirche
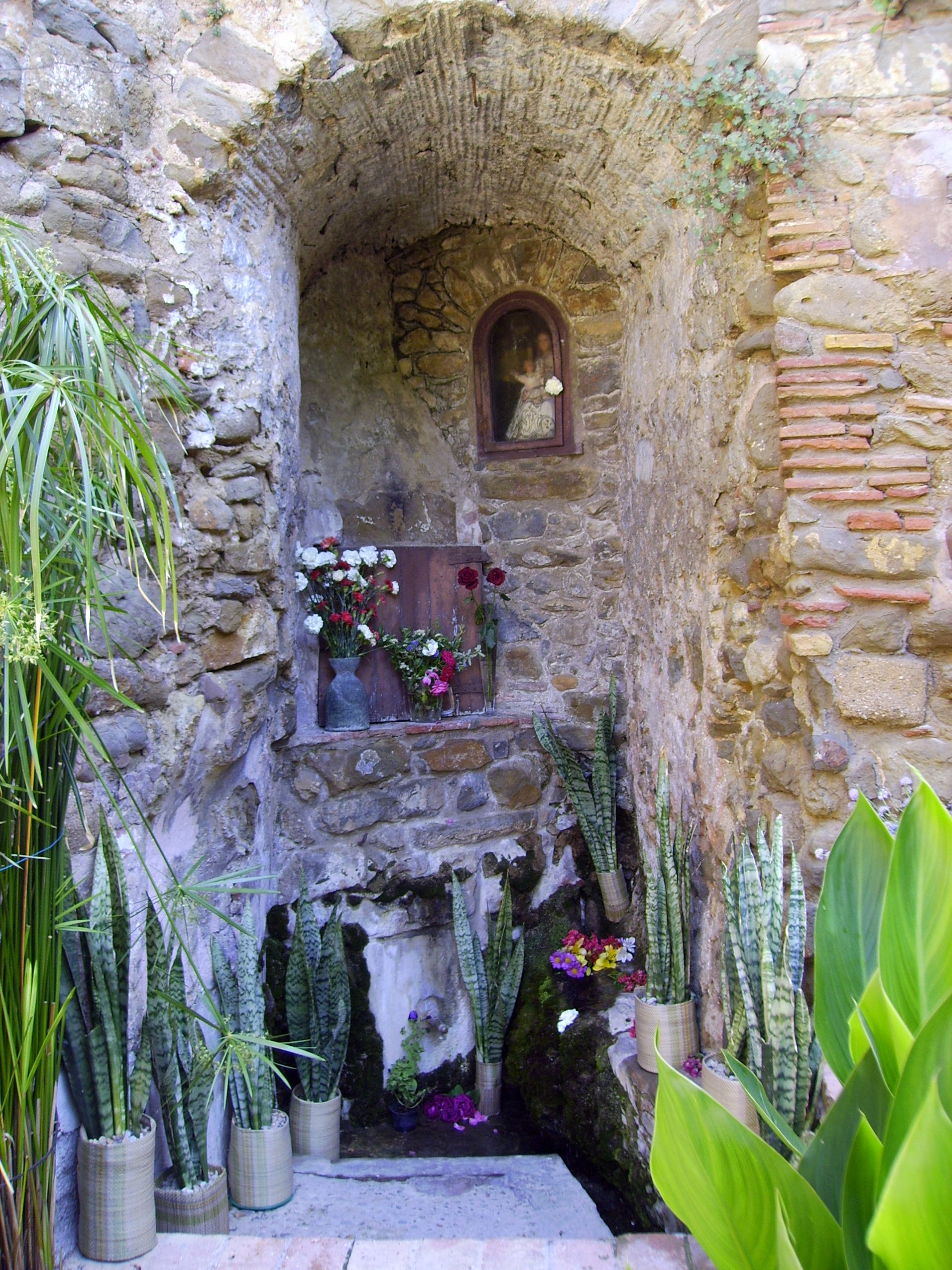
Brunnenheiligtum Font Santa

- Reste der Burganlage
- Turm der Martinskirche
- Antoniuskapelle
- Brunnen Font Santa